# Fenegrò

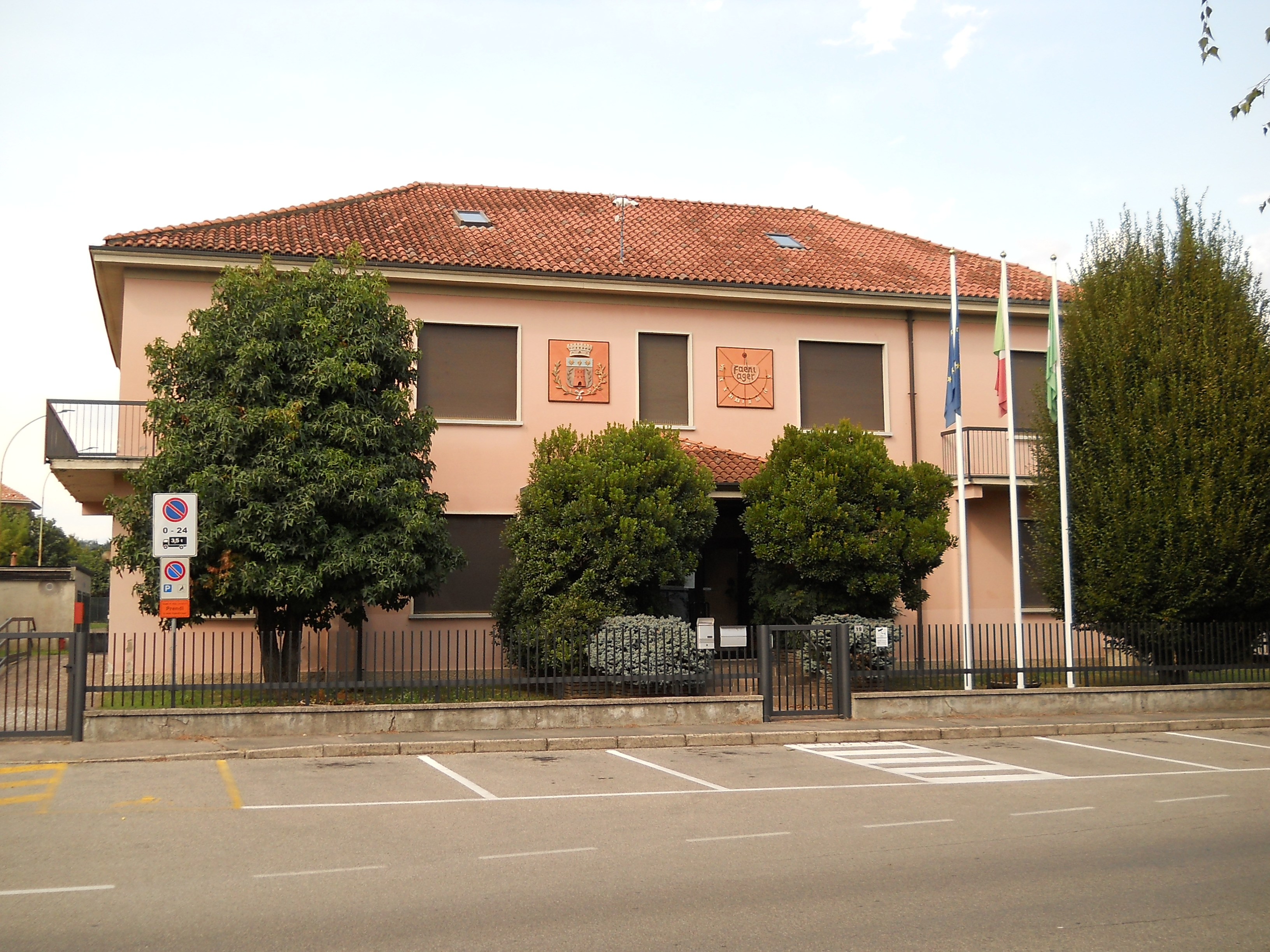
Gemeindehaus Fenegrò

Fenegrò ist eine norditalienische Gemeinde (comune) in der Provinz Como in der Lombardei. 

## Geographie
Die Gemeinde liegt etwa 13,5 Kilometer südsüdwestlich von der ProvinzhauptstadtComo und hat 3256 Einwohner (Stand 31. Dezember 2023). Nachbargemeinden sind: Cirimido, Guanzate, Limido Comasco, Lurago Marinone, Turate und Veniano.

## Sehenswürdigkeiten
- Pfarrkirche Santa Maria Nascente (1756)[2]
- Kirche San Giovanni Battista (1727/1728)[3]